# Annamanum basigranulatum
Annamanum basigranulatum là một loài bọ cánh cứng trong họ Cerambycidae.